# Elecciones municipales de 2015 en la Región de Murcia
Las elecciones municipales de 2015 en la Región de Murcia se celebraron el 24 de mayo de 2015, junto con las elecciones a la Asamblea Regional de Murcia de 2015.

## Resultados electorales

### Resultados globales
| ← Elecciones municipales de 2015 en la Región de Murcia → |         |           |            |            |
| Partido                                                   | Votos   | Variación | Porcentaje | Concejales |
| Participación                                             | 658 281 | 12 439    | 64,78 %    | -          |
| Votos nulos                                               | 12 223  | 2467      | 1,86 %     | -          |
| Voto en blanco                                            | 9816    | 3207      | 1,52 %     | -          |
| PP                                                        | 240 411 | 127 287   | 37,21 %    | 318        |
| PSOE                                                      | 164 394 | 4172      | 25,45 %    | 260        |
| Cs                                                        | 76435   | 74714     | 11,83 %    | 63         |
| IU                                                        | 55400   | 1610      | 8,58 %     | 57         |
| MC                                                        | 14700   | 10067     | 2,28 %     | 5          |

### Resultados en los principales municipios
En la siguiente tabla se muestran los resultados electorales en los 20 municipios más habitados de la región de Murcia.
| Municipio                              | Municipio                            | Alcalde y gobierno saliente                                           | Partido | Votos | %     | Concejales | +/- | Alcalde y gobierno electo                                            |
| -------------------------------------- | ------------------------------------ | --------------------------------------------------------------------- | ------- | ----- | ----- | ---------- | --- | -------------------------------------------------------------------- |
|                                        | Murcia 29 concejales                 | - Alcalde: Miguel Ángel Cámara (PP) - Gobierno municipal: PP          | PP      | 75248 | 37,00 | 12         | 7   | - Alcalde: José Ballesta (PP) - Gobierno municipal: PP               |
| PSOE                                   | Murcia 29 concejales                 | - Alcalde: Miguel Ángel Cámara (PP) - Gobierno municipal: PP          | 39280   | 19,60 | 6     | 0          |     | - Alcalde: José Ballesta (PP) - Gobierno municipal: PP               |
| C's                                    | Murcia 29 concejales                 | - Alcalde: Miguel Ángel Cámara (PP) - Gobierno municipal: PP          | 30821   | 15,00 | 5     | 5          |     | - Alcalde: José Ballesta (PP) - Gobierno municipal: PP               |
| Es Ahora Murcia                        | Murcia 29 concejales                 | - Alcalde: Miguel Ángel Cámara (PP) - Gobierno municipal: PP          | 18371   | 9,10  | 3     | 3          |     | - Alcalde: José Ballesta (PP) - Gobierno municipal: PP               |
| IU                                     | Murcia 29 concejales                 | - Alcalde: Miguel Ángel Cámara (PP) - Gobierno municipal: PP          | 18112   | 9,00  | 3     | 1          |     | - Alcalde: José Ballesta (PP) - Gobierno municipal: PP               |
|                                        | Cartagena 27 concejales              | - Alcalde: Pilar Barreiro (PP) - Gobierno municipal: PP               | PP      | 26279 | 30,69 | 10         | 9   | - Alcalde: José López Martínez (MC) - Gobierno municipal: MC         |
| PSOE                                   | Cartagena 27 concejales              | - Alcalde: Pilar Barreiro (PP) - Gobierno municipal: PP               | 15239   | 17,79 | 6     | 1          |     | - Alcalde: José López Martínez (MC) - Gobierno municipal: MC         |
| MC                                     | Cartagena 27 concejales              | - Alcalde: Pilar Barreiro (PP) - Gobierno municipal: PP               | 14545   | 16,98 | 5     | 4          |     | - Alcalde: José López Martínez (MC) - Gobierno municipal: MC         |
| C's                                    | Cartagena 27 concejales              | - Alcalde: Pilar Barreiro (PP) - Gobierno municipal: PP               | 10048   | 11,73 | 3     | 3          |     | - Alcalde: José López Martínez (MC) - Gobierno municipal: MC         |
| Cartagena Sí Se Puede                  | Cartagena 27 concejales              | - Alcalde: Pilar Barreiro (PP) - Gobierno municipal: PP               | 9740    | 11,37 | 3     | 3          |     | - Alcalde: José López Martínez (MC) - Gobierno municipal: MC         |
|                                        | Lorca 25 concejales                  | - Alcalde: Francisco Jódar (PP) - Gobierno municipal: PP              | PP      | 16037 | 44,38 | 13         | 3   | - Alcalde: Francisco Jódar (PP) - Gobierno municipal: PP             |
| PSOE                                   | Lorca 25 concejales                  | - Alcalde: Francisco Jódar (PP) - Gobierno municipal: PP              | 10952   | 30,31 | 8     | 1          |     | - Alcalde: Francisco Jódar (PP) - Gobierno municipal: PP             |
| IU                                     | Lorca 25 concejales                  | - Alcalde: Francisco Jódar (PP) - Gobierno municipal: PP              | 4594    | 12,71 | 3     | 1          |     | - Alcalde: Francisco Jódar (PP) - Gobierno municipal: PP             |
| C's                                    | Lorca 25 concejales                  | - Alcalde: Francisco Jódar (PP) - Gobierno municipal: PP              | 2195    | 6,07  | 1     | 1          |     | - Alcalde: Francisco Jódar (PP) - Gobierno municipal: PP             |
|                                        | Molina de Segura 25 concejales       | - Alcalde: Eduardo Contreras (PP) - Gobierno municipal: PP            | PP      | 8630  | 30,05 | 9          | 5   | - Alcalde: Eduardo Contreras (PP) - Gobierno municipal: PP           |
| PSOE                                   | Molina de Segura 25 concejales       | - Alcalde: Eduardo Contreras (PP) - Gobierno municipal: PP            | 6269    | 21,83 | 6     | 1          |     | - Alcalde: Eduardo Contreras (PP) - Gobierno municipal: PP           |
| C's                                    | Molina de Segura 25 concejales       | - Alcalde: Eduardo Contreras (PP) - Gobierno municipal: PP            | 5483    | 19,09 | 5     | 5          |     | - Alcalde: Eduardo Contreras (PP) - Gobierno municipal: PP           |
| Cambiemos Molina de Segura             | Molina de Segura 25 concejales       | - Alcalde: Eduardo Contreras (PP) - Gobierno municipal: PP            | 4309    | 15,00 | 4     | 4          |     | - Alcalde: Eduardo Contreras (PP) - Gobierno municipal: PP           |
| IU                                     | Molina de Segura 25 concejales       | - Alcalde: Eduardo Contreras (PP) - Gobierno municipal: PP            | 1740    | 6,06  | 1     | 1          |     | - Alcalde: Eduardo Contreras (PP) - Gobierno municipal: PP           |
|                                        | Alcantarilla 21 concejales           | - Alcalde: Lázaro Mellado (PP) - Gobierno municipal: PP               | PP      | 6702  | 35,80 | 8          | 3   | - Alcalde: Joaquín Buendía (PP) - Gobierno municipal: PP             |
| PSOE                                   | Alcantarilla 21 concejales           | - Alcalde: Lázaro Mellado (PP) - Gobierno municipal: PP               | 4472    | 23,89 | 5     | 1          |     | - Alcalde: Joaquín Buendía (PP) - Gobierno municipal: PP             |
| C's                                    | Alcantarilla 21 concejales           | - Alcalde: Lázaro Mellado (PP) - Gobierno municipal: PP               | 3594    | 19,20 | 4     | 4          |     | - Alcalde: Joaquín Buendía (PP) - Gobierno municipal: PP             |
| Cambiemos Alcantarilla                 | Alcantarilla 21 concejales           | - Alcalde: Lázaro Mellado (PP) - Gobierno municipal: PP               | 1727    | 9,22  | 2     | 2          |     | - Alcalde: Joaquín Buendía (PP) - Gobierno municipal: PP             |
| IU                                     | Alcantarilla 21 concejales           | - Alcalde: Lázaro Mellado (PP) - Gobierno municipal: PP               | 1509    | 8,06  | 2     | 1          |     | - Alcalde: Joaquín Buendía (PP) - Gobierno municipal: PP             |
|                                        | Cieza 21 concejales                  | - Alcalde: Antonio Tamayo (PP) - Gobierno municipal: PP               | PP      | 5325  | 34,62 | 8          | 4   | - Alcalde: Pascual Lucas (PSOE) - Gobierno municipal: PSOE           |
| PSOE                                   | Cieza 21 concejales                  | - Alcalde: Antonio Tamayo (PP) - Gobierno municipal: PP               | 3970    | 25,81 | 6     | 0          |     | - Alcalde: Pascual Lucas (PSOE) - Gobierno municipal: PSOE           |
| IU                                     | Cieza 21 concejales                  | - Alcalde: Antonio Tamayo (PP) - Gobierno municipal: PP               | 1819    | 11,83 | 3     | 1          |     | - Alcalde: Pascual Lucas (PSOE) - Gobierno municipal: PSOE           |
| Cieza Puede                            | Cieza 21 concejales                  | - Alcalde: Antonio Tamayo (PP) - Gobierno municipal: PP               | 1657    | 10,77 | 2     | 2          |     | - Alcalde: Pascual Lucas (PSOE) - Gobierno municipal: PSOE           |
| C's                                    | Cieza 21 concejales                  | - Alcalde: Antonio Tamayo (PP) - Gobierno municipal: PP               | 1119    | 7,27  | 1     | 1          |     | - Alcalde: Pascual Lucas (PSOE) - Gobierno municipal: PSOE           |
| Ciudadanos Centristas Ciezanos         | Cieza 21 concejales                  | - Alcalde: Antonio Tamayo (PP) - Gobierno municipal: PP               | 974     | 6,33  | 1     | 0          |     | - Alcalde: Pascual Lucas (PSOE) - Gobierno municipal: PSOE           |
|                                        | Águilas 21 concejales                | - Alcalde: Bartolomé Hernández Giménez (PP) - Gobierno municipal: PP  | PSOE    | 6383  | 41,97 | 10         | 3   | - Alcalde: María del Carmen Moreno (PSOE) - Gobierno municipal: PSOE |
| PP                                     | Águilas 21 concejales                | - Alcalde: Bartolomé Hernández Giménez (PP) - Gobierno municipal: PP  | 6033    | 39,67 | 9     | 3          |     | - Alcalde: María del Carmen Moreno (PSOE) - Gobierno municipal: PSOE |
| Águilas Puede                          | Águilas 21 concejales                | - Alcalde: Bartolomé Hernández Giménez (PP) - Gobierno municipal: PP  | 1102    | 7,25  | 1     | 1          |     | - Alcalde: María del Carmen Moreno (PSOE) - Gobierno municipal: PSOE |
| IU                                     | Águilas 21 concejales                | - Alcalde: Bartolomé Hernández Giménez (PP) - Gobierno municipal: PP  | 777     | 5,11  | 1     | 0          |     | - Alcalde: María del Carmen Moreno (PSOE) - Gobierno municipal: PSOE |
|                                        | Torre-Pacheco 21 concejales          | - Alcalde: Josefina Marín (PP) - Gobierno municipal: PP               | PP      | 3929  | 32,71 | 8          | 5   | - Alcalde: Josefina Marín (PP) - Gobierno municipal: PP              |
| Partido Independiente de Torre-Pacheco | Torre-Pacheco 21 concejales          | - Alcalde: Josefina Marín (PP) - Gobierno municipal: PP               | 3656    | 30,44 | 7     | 4          |     | - Alcalde: Josefina Marín (PP) - Gobierno municipal: PP              |
| PSOE                                   | Torre-Pacheco 21 concejales          | - Alcalde: Josefina Marín (PP) - Gobierno municipal: PP               | 2401    | 19,99 | 4     | 0          |     | - Alcalde: Josefina Marín (PP) - Gobierno municipal: PP              |
| C's                                    | Torre-Pacheco 21 concejales          | - Alcalde: Josefina Marín (PP) - Gobierno municipal: PP               | 907     | 7,55  | 1     | 1          |     | - Alcalde: Josefina Marín (PP) - Gobierno municipal: PP              |
| IU                                     | Torre-Pacheco 21 concejales          | - Alcalde: Josefina Marín (PP) - Gobierno municipal: PP               | 891     | 7,42  | 1     | 0          |     | - Alcalde: Josefina Marín (PP) - Gobierno municipal: PP              |
|                                        | Yecla 21 concejales                  | - Alcalde: Marcos Ortuño (PP) - Gobierno municipal: PP                | PP      | 8117  | 47,43 | 11         | 1   | - Alcalde: Marcos Ortuño (PP) - Gobierno municipal: PP               |
| PSOE                                   | Yecla 21 concejales                  | - Alcalde: Marcos Ortuño (PP) - Gobierno municipal: PP                | 3276    | 19,14 | 4     | 2          |     | - Alcalde: Marcos Ortuño (PP) - Gobierno municipal: PP               |
| IU                                     | Yecla 21 concejales                  | - Alcalde: Marcos Ortuño (PP) - Gobierno municipal: PP                | 2821    | 16,48 | 3     | 0          |     | - Alcalde: Marcos Ortuño (PP) - Gobierno municipal: PP               |
| C's                                    | Yecla 21 concejales                  | - Alcalde: Marcos Ortuño (PP) - Gobierno municipal: PP                | 2349    | 13,72 | 3     | 3          |     | - Alcalde: Marcos Ortuño (PP) - Gobierno municipal: PP               |
|                                        | Mazarrón 21 concejales               | - Alcalde: Francisco García Asensio (PSOE) - Gobierno municipal: PSOE | PP      | 3429  | 29,28 | 7          | 1   | - Alcalde: Alicia Jiménez Hernández (PP) - Gobierno municipal: PP    |
| Unión Independiente de Mazarrón        | Mazarrón 21 concejales               | - Alcalde: Francisco García Asensio (PSOE) - Gobierno municipal: PSOE | 1957    | 17,05 | 4     | 0          |     | - Alcalde: Alicia Jiménez Hernández (PP) - Gobierno municipal: PP    |
| PSOE                                   | Mazarrón 21 concejales               | - Alcalde: Francisco García Asensio (PSOE) - Gobierno municipal: PSOE | 1587    | 13,83 | 3     | 4          |     | - Alcalde: Alicia Jiménez Hernández (PP) - Gobierno municipal: PP    |
| Construyendo la Izquierda              | Mazarrón 21 concejales               | - Alcalde: Francisco García Asensio (PSOE) - Gobierno municipal: PSOE | 1380    | 12,03 | 1     | 1          |     | - Alcalde: Alicia Jiménez Hernández (PP) - Gobierno municipal: PP    |
| C's                                    | Mazarrón 21 concejales               | - Alcalde: Francisco García Asensio (PSOE) - Gobierno municipal: PSOE | 656     | 5,72  | 1     | 1          |     | - Alcalde: Alicia Jiménez Hernández (PP) - Gobierno municipal: PP    |
| Ciudadanos de Centro Democrático       | Mazarrón 21 concejales               | - Alcalde: Francisco García Asensio (PSOE) - Gobierno municipal: PSOE | 605     | 5,27  | 1     | 1          |     | - Alcalde: Alicia Jiménez Hernández (PP) - Gobierno municipal: PP    |
| IU                                     | Mazarrón 21 concejales               | - Alcalde: Francisco García Asensio (PSOE) - Gobierno municipal: PSOE | 587     | 5,12  | 1     | 0          |     | - Alcalde: Alicia Jiménez Hernández (PP) - Gobierno municipal: PP    |
| Partido Independiente por Mazarrón     | Mazarrón 21 concejales               | - Alcalde: Francisco García Asensio (PSOE) - Gobierno municipal: PSOE | 577     | 5,03  | 1     | 0          |     | - Alcalde: Alicia Jiménez Hernández (PP) - Gobierno municipal: PP    |
|                                        | San Javier 21 concejales             | - Alcalde: Juan Martínez Pastor (PP) - Gobierno municipal: PP         | PP      | 4771  | 42,46 | 10         | 4   | - Alcalde: José Miguel Luengo (PP) - Gobierno municipal: PP          |
| PSOE                                   | San Javier 21 concejales             | - Alcalde: Juan Martínez Pastor (PP) - Gobierno municipal: PP         | 2815    | 25,05 | 6     | 0          |     | - Alcalde: José Miguel Luengo (PP) - Gobierno municipal: PP          |
| C's                                    | San Javier 21 concejales             | - Alcalde: Juan Martínez Pastor (PP) - Gobierno municipal: PP         | 1778    | 15,82 | 3     | 3          |     | - Alcalde: José Miguel Luengo (PP) - Gobierno municipal: PP          |
| IU                                     | San Javier 21 concejales             | - Alcalde: Juan Martínez Pastor (PP) - Gobierno municipal: PP         | 1241    | 11,04 | 2     | 2          |     | - Alcalde: José Miguel Luengo (PP) - Gobierno municipal: PP          |
|                                        | Totana 21 concejales                 | - Alcalde: Isabel Sánchez Ruiz (PP) - Gobierno municipal: PP          | PP      | 4675  | 36,76 | 8          | 3   | - Alcalde: Juan José Cánovas (IU) - Gobierno municipal: IU           |
| PSOE                                   | Totana 21 concejales                 | - Alcalde: Isabel Sánchez Ruiz (PP) - Gobierno municipal: PP          | 3181    | 25,01 | 6     | 0          |     | - Alcalde: Juan José Cánovas (IU) - Gobierno municipal: IU           |
| IU                                     | Totana 21 concejales                 | - Alcalde: Isabel Sánchez Ruiz (PP) - Gobierno municipal: PP          | 3119    | 24,52 | 6     | 2          |     | - Alcalde: Juan José Cánovas (IU) - Gobierno municipal: IU           |
| C's                                    | Totana 21 concejales                 | - Alcalde: Isabel Sánchez Ruiz (PP) - Gobierno municipal: PP          | 748     | 5,88  | 1     | 1          |     | - Alcalde: Juan José Cánovas (IU) - Gobierno municipal: IU           |
|                                        | Caravaca de la Cruz 21 concejales    | - Alcalde: Domingo Aranda (PP) - Gobierno municipal: PP               | PSOE    | 5369  | 41,49 | 9          | 1   | - Alcalde: José Moreno (PSOE) - Gobierno municipal: PSOE             |
| PP                                     | Caravaca de la Cruz 21 concejales    | - Alcalde: Domingo Aranda (PP) - Gobierno municipal: PP               | 4833    | 37,35 | 8     | 3          |     | - Alcalde: José Moreno (PSOE) - Gobierno municipal: PSOE             |
| C's                                    | Caravaca de la Cruz 21 concejales    | - Alcalde: Domingo Aranda (PP) - Gobierno municipal: PP               | 1392    | 10,76 | 2     | 2          |     | - Alcalde: José Moreno (PSOE) - Gobierno municipal: PSOE             |
| IU                                     | Caravaca de la Cruz 21 concejales    | - Alcalde: Domingo Aranda (PP) - Gobierno municipal: PP               | 1160    | 8,97  | 2     | 0          |     | - Alcalde: José Moreno (PSOE) - Gobierno municipal: PSOE             |
|                                        | Jumilla 21 concejales                | - Alcalde: Enrique Jiménez Sánchez (PP) - Gobierno municipal: PP      | PSOE    | 4293  | 41,39 | 10         | 3   | - Alcalde: Juana Guardiola (PSOE) - Gobierno municipal: PSOE         |
| PP                                     | Jumilla 21 concejales                | - Alcalde: Enrique Jiménez Sánchez (PP) - Gobierno municipal: PP      | 3784    | 36,48 | 8     | 4          |     | - Alcalde: Juana Guardiola (PSOE) - Gobierno municipal: PSOE         |
| IU                                     | Jumilla 21 concejales                | - Alcalde: Enrique Jiménez Sánchez (PP) - Gobierno municipal: PP      | 1292    | 12,46 | 3     | 1          |     | - Alcalde: Juana Guardiola (PSOE) - Gobierno municipal: PSOE         |
|                                        | San Pedro del Pinatar 21 concejales  | - Alcalde: Visitación Martínez (PP) - Gobierno municipal: PP          | PP      | 4245  | 49,22 | 12         | 0   | - Alcalde: Visitación Martínez (PP) - Gobierno municipal: PP         |
| PSOE                                   | San Pedro del Pinatar 21 concejales  | - Alcalde: Visitación Martínez (PP) - Gobierno municipal: PP          | 1772    | 20,55 | 5     | 0          |     | - Alcalde: Visitación Martínez (PP) - Gobierno municipal: PP         |
| C's                                    | San Pedro del Pinatar 21 concejales  | - Alcalde: Visitación Martínez (PP) - Gobierno municipal: PP          | 1343    | 15,57 | 3     | 3          |     | - Alcalde: Visitación Martínez (PP) - Gobierno municipal: PP         |
| IU                                     | San Pedro del Pinatar 21 concejales  | - Alcalde: Visitación Martínez (PP) - Gobierno municipal: PP          | 468     | 5,43  | 1     | 1          |     | - Alcalde: Visitación Martínez (PP) - Gobierno municipal: PP         |
|                                        | Las Torres de Cotillas 21 concejales | - Alcalde: Domingo Coronado (PP) - Gobierno municipal: PP             | PP      | 3984  | 43,38 | 10         | 6   | - Alcalde: Domingo Coronado (PP) - Gobierno municipal: PP            |
| PSOE                                   | Las Torres de Cotillas 21 concejales | - Alcalde: Domingo Coronado (PP) - Gobierno municipal: PP             | 2271    | 24,73 | 5     | 1          |     | - Alcalde: Domingo Coronado (PP) - Gobierno municipal: PP            |
| C's                                    | Las Torres de Cotillas 21 concejales | - Alcalde: Domingo Coronado (PP) - Gobierno municipal: PP             | 1701    | 18,52 | 4     | 4          |     | - Alcalde: Domingo Coronado (PP) - Gobierno municipal: PP            |
| IU                                     | Las Torres de Cotillas 21 concejales | - Alcalde: Domingo Coronado (PP) - Gobierno municipal: PP             | 1062    | 11,56 | 2     | 1          |     | - Alcalde: Domingo Coronado (PP) - Gobierno municipal: PP            |
|                                        | Alhama de Murcia 21 concejales       | - Alcalde: Alfonso Cerón (PP) - Gobierno municipal: PP                | PSOE    | 3453  | 38,08 | 9          | 3   | - Alcalde: Diego Conesa (PSOE) - Gobierno municipal: PSOE            |
| PP                                     | Alhama de Murcia 21 concejales       | - Alcalde: Alfonso Cerón (PP) - Gobierno municipal: PP                | 2970    | 32,78 | 7     | 2          |     | - Alcalde: Diego Conesa (PSOE) - Gobierno municipal: PSOE            |
| IU                                     | Alhama de Murcia 21 concejales       | - Alcalde: Alfonso Cerón (PP) - Gobierno municipal: PP                | 1482    | 16,34 | 3     | 0          |     | - Alcalde: Diego Conesa (PSOE) - Gobierno municipal: PSOE            |
| C's                                    | Alhama de Murcia 21 concejales       | - Alcalde: Alfonso Cerón (PP) - Gobierno municipal: PP                | 998     | 11,01 | 2     | 2          |     | - Alcalde: Diego Conesa (PSOE) - Gobierno municipal: PSOE            |
|                                        | La Unión 17 concejales               | - Alcalde: Julio García Cegarra (PP) - Gobierno municipal: PP         | PSOE    | 3516  | 41,30 | 8          | 3   | - Alcalde: Pedro López Millán (PSOE) - Gobierno municipal: PSOE      |
| PP                                     | La Unión 17 concejales               | - Alcalde: Julio García Cegarra (PP) - Gobierno municipal: PP         | 3063    | 35,98 | 7     | 4          |     | - Alcalde: Pedro López Millán (PSOE) - Gobierno municipal: PSOE      |
| IU                                     | La Unión 17 concejales               | - Alcalde: Julio García Cegarra (PP) - Gobierno municipal: PP         | 834     | 9,80  | 1     | 0          |     | - Alcalde: Pedro López Millán (PSOE) - Gobierno municipal: PSOE      |
| C's                                    | La Unión 17 concejales               | - Alcalde: Julio García Cegarra (PP) - Gobierno municipal: PP         | 652     | 7,66  | 1     | 1          |     | - Alcalde: Pedro López Millán (PSOE) - Gobierno municipal: PSOE      |
|                                        | Archena 17 concejales                | - Alcalde: Patricia Fernández López (PP) - Gobierno municipal: PP     | PP      | 4541  | 50,43 | 9          | 0   | - Alcalde: Patricia Fernández López (PP) - Gobierno municipal: PP    |
| PSOE                                   | Archena 17 concejales                | - Alcalde: Patricia Fernández López (PP) - Gobierno municipal: PP     | 2593    | 28,80 | 5     | 0          |     | - Alcalde: Patricia Fernández López (PP) - Gobierno municipal: PP    |
| IU                                     | Archena 17 concejales                | - Alcalde: Patricia Fernández López (PP) - Gobierno municipal: PP     | 1083    | 12,03 | 2     | 1          |     | - Alcalde: Patricia Fernández López (PP) - Gobierno municipal: PP    |
| Ciudadanos de Centro Democrático       | Archena 17 concejales                | - Alcalde: Patricia Fernández López (PP) - Gobierno municipal: PP     | 688     | 7,64  | 1     | 1          |     | - Alcalde: Patricia Fernández López (PP) - Gobierno municipal: PP    |
|                                        | Mula 17 concejales                   | - Alcalde: José Iborra (PP) - Gobierno municipal: PP                  | PSOE    | 3249  | 41,49 | 8          | 1   | - Alcalde: Juan Jesús Moreno (PSOE) - Gobierno municipal: PSOE       |
| PP                                     | Mula 17 concejales                   | - Alcalde: José Iborra (PP) - Gobierno municipal: PP                  | 2624    | 33,51 | 6     | 1          |     | - Alcalde: Juan Jesús Moreno (PSOE) - Gobierno municipal: PSOE       |
| IU                                     | Mula 17 concejales                   | - Alcalde: José Iborra (PP) - Gobierno municipal: PP                  | 1070    | 13,67 | 2     | 0          |     | - Alcalde: Juan Jesús Moreno (PSOE) - Gobierno municipal: PSOE       |
| C's                                    | Mula 17 concejales                   | - Alcalde: José Iborra (PP) - Gobierno municipal: PP                  | 779     | 9,95  | 1     | 1          |     | - Alcalde: Juan Jesús Moreno (PSOE) - Gobierno municipal: PSOE       |